# Ashley Eckstein
Ashley Eckstein (de soltera Drane; Louisville, Kentucky; 22 de septiembre de 1981) es una actriz y diseñadora de moda estadounidense, conocida por hacer parte del reparto del programa de televisión Blue Collar TV y como la voz de Ahsoka Tano en Star Wars: The Clone Wars, Star Wars Rebels y Star Wars Forces of Destiny. También desempeñó un pequeño papel como Alicia en la película Sydney White y como la Sra. Cole en la película Alice Upside Down, ambas en 2007. Eckstein también tuvo un papel recurrente como Muffy en la comedia de Disney Channel That's So Raven.

## Filmografía

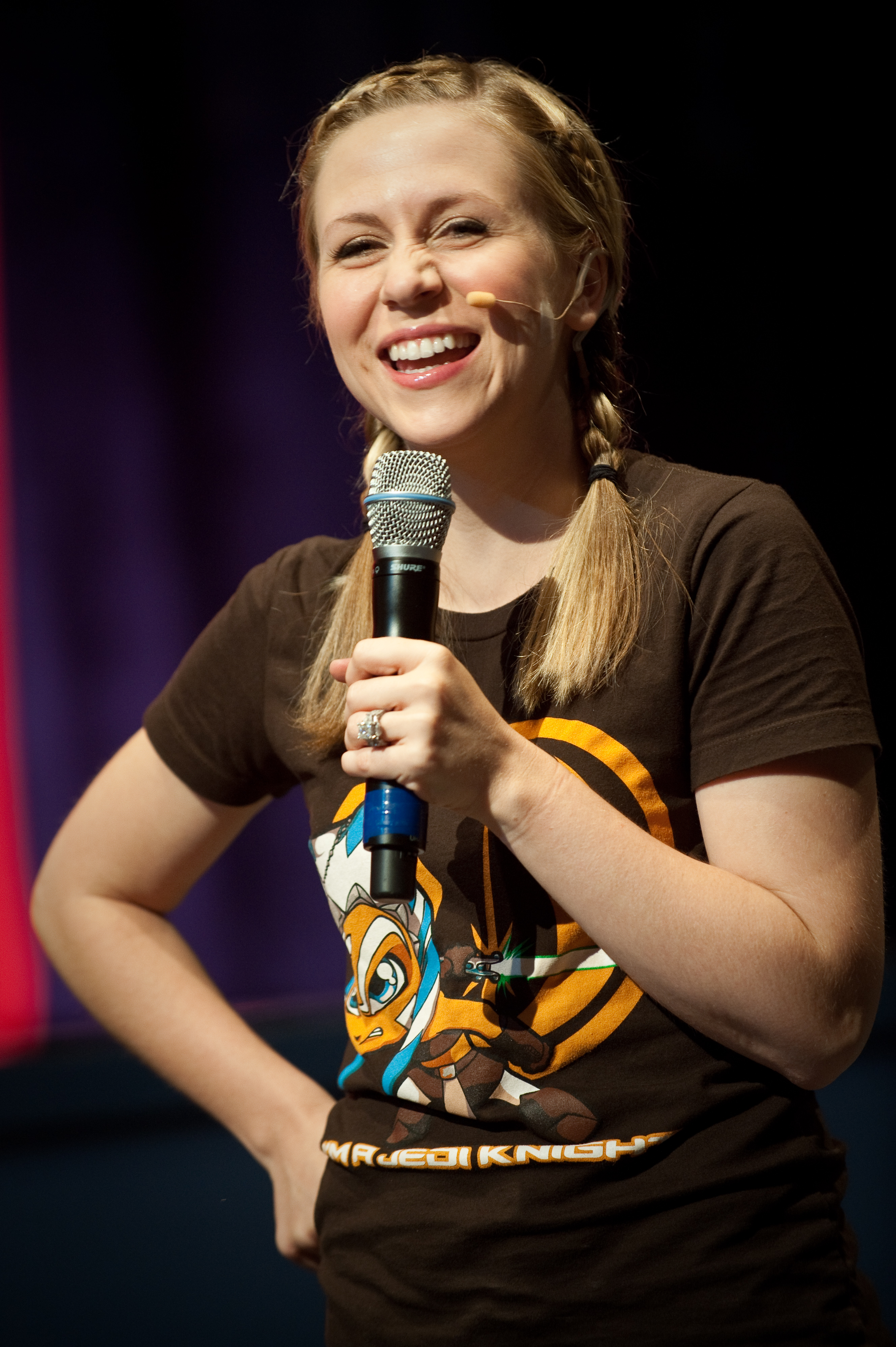
Ashley en 2010.

### Cine
| Año  | Título                    | Papel          | Notas   | Referencia |
| ---- | ------------------------- | -------------- | ------- | ---------- |
| 2003 | Prey for Rock & Roll      | Punk           |         |            |
| 2003 | Ancient Warriors          | Dylan Paccione |         |            |
| 2007 | Alice Upside Down         | Señora Cole    |         |            |
| 2007 | Sydney White              | Alicia         |         |            |
| 2008 | Star Wars: The Clone Wars | Ahsoka Tano    |         |            |
| 2016 | Only Yesterday            | Yaeko Okajima  | Doblaje |            |

### Televisión
| Año  | Serie                                 | Papel               | Notas                                                 | Referencias |
| ---- | ------------------------------------- | ------------------- | ----------------------------------------------------- | ----------- |
| 1994 | Nickelodeon Guts                      | Ella misma          | Ashley "The Face" Drane                               |             |
| 2001 | JAG                                   | Lisa Rossbach       | Episodio: "Measure of Men"                            |             |
| 2002 | The Rerun Show                        |                     | Regular                                               |             |
| 2002 | The Brady Bunch in the White House    | Jan Brady           |                                                       |             |
| 2003 | That's So Raven                       | Muffy               |                                                       |             |
| 2003 | That '70s Show                        | Julie               | Episodio: "Christmas"                                 |             |
| 2004 | Drake & Josh                          | Susan               | Episodio: "Believe Me, Brother"                       |             |
| 2004 | Strong Medicine                       | Becca               | Episodio: "Positive Results"                          |             |
| 2004 | Blue Collar TV                        | Various             | Regular                                               |             |
| 2005 | Hot Properties                        | Nancy               | Episodio: "Killer Bodies"                             |             |
| 2006 | Phil of the Future                    | Grace               | Episodio: "Stuck in the Meddle with You"              |             |
| 2008 | The Replacements                      | Bailey              | Episodio: "Glee by the Sea"                           |             |
| 2008 | Star Wars: The Clone Wars             | Ahsoka Tano         | Regular                                               |             |
| 2012 | Sofia the First: Once Upon a Princess | Mia                 |                                                       |             |
| 2013 | Sofia the First                       | Mia                 |                                                       |             |
| 2013 | Robot Chicken                         | Chica               | Episodio: "Caffeine-Induced Aneurysm"                 |             |
| 2014 | Ultimate Spider-Man                   | Dagger y Shriek     |                                                       |             |
| 2014 | Star Wars Rebels                      | Fulcrum/Ahsoka Tano | Regular                                               |             |
| 2017 | Star Wars Forces of Destiny           | Ahsoka Tano         | Episodios: "The Padawan Path" y "The Imposter Inside" |             |